# VfL Osnabrück

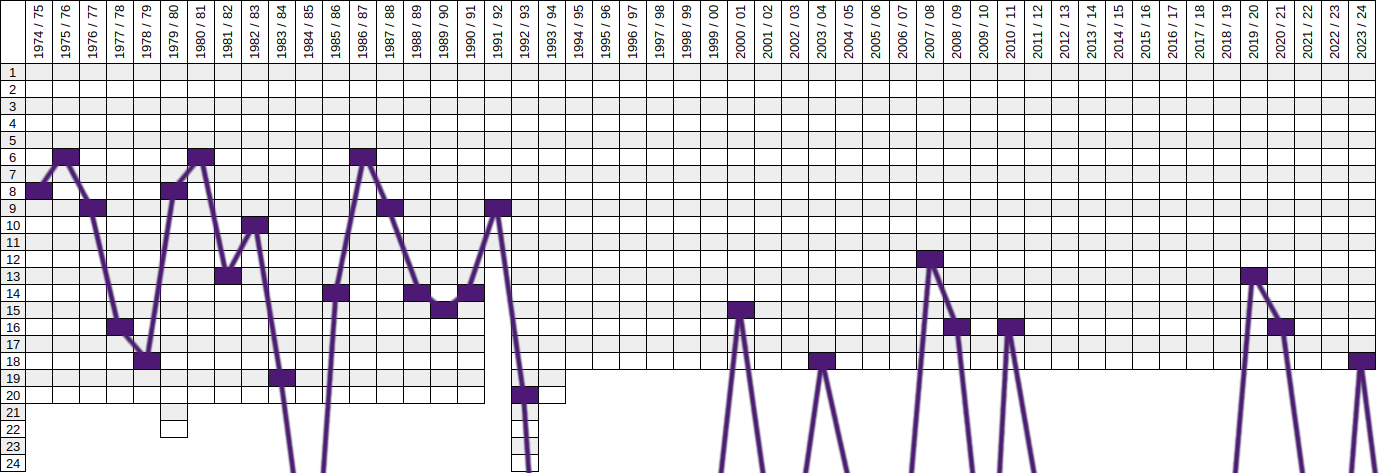
2. Bundesliga

El Verein für Leibesübungen Osnabrück es un club de fútbol de Alemania, de la ciudad de Osnabrück. Fue fundado en 1899 y jugará, desde la temporada 2024-25, en la 3. Liga, tras haber descendido.

## Palmarés
- Gauliga Niedersachsen (I): 1939, 1940
- Regionalliga Nord (II) : 1969, 1970, 1971
- Oberliga Nord: 1985
- Regionalliga Nord (III): 1999, 2000
- 3. Liga (III): 2010, 2019
- Campeonato amateur alemán: 1995
- Lower Saxony Cup: 2005, 2013, 2015, 2017

## Entrenadores
- Emil Iszo (1963)
- Walter Komorowski (1963-1964)
- Karl-Heinz Marotzke (1964-1966)
- Radoslav Momirski (1968-1970)
- Fritz Langner (1970-1971)
- Erwin Türk (1971-1973)
- Klaus-Dieter Ochs (1974-1975)
- Reinhold Ertel (1975-1976)
- Siegfried Melzig (1976-1977)
- Eduard Sausmikat (1977)
- Reinhard Roder (1977-1978)
- Radoslav Momirski (1978-1979)
- Helmut Kalthoff (1979)
- Gerd Bohnsack (1979-1980)
- Werner Biskup (1980-1981)
- Bernd Hoss (1981)
- Carl-Heinz Rühl (1981-1984)
- Rolf Grünther (1985-1988)
- Antun Rudinski (1988-1989)
- Rolf Schafstall (1989-1990)
- Roland Koch (1990)
- Rolf Grünther (1990-1991)
- Ulrich Sude (1991-1992)
- Hubert Hüring (1992-1993)
- Werner Biskup (1993-1994)
- Heiko Flottmann (1994-1995)
- Herbert Mühlenberg (1995-1997)
- Hans-Werner Moors (1997-1998)
- Gerd-Volker Schock (1998-1999)
- Wolfgang Sidka (1999-2000)
- Michael Lorkowski (2000)
- Lothar Gans (2000)
- Jürgen Gelsdorf (2000-2003)
- Frank Pagelsdorf (2003-2004)
- Thorsten Haas (2004)
- Claus-Dieter Wollitz (2004-2009)
- Karsten Baumann (2009-2011)
- Joe Enochs (2011)
- Heiko Flottmann (2011)
- Uwe Fuchs (2011)
- Claus-Dieter Wollitz (2012-13)
- Alexander Ukrow (2013)
- Maik Walpurgis (2013-2015)
- Joe Enochs (2015-2017)
- Daniel Thioune (2017-2020)
- Marco Grote (2020-2021)
- Florian Fulland (2021)
- Markus Feldhoff (2021-presente)